# Plettenberg-Land
Plettenberg-Land war bis 1941 eine Gemeinde im damaligen Kreis Altena in der preußischen Provinz Westfalen. Ihr Gebiet gehört heute zur Stadt Plettenberg im Märkischen Kreis in Nordrhein-Westfalen.

## Geographie
Zur Gemeinde Plettenberg-Land gehörten die Dörfer Almecke, Blemke, Böddinghausen, Bremcke, Bruch, Dankelmert, Dingeringhausen, Eiringhausen, Eschen, Frehlinghausen, Hechmecke, Helfenstein, Himmelmert, Holthausen, Immecke, Kersmecke, Köbbinghausen, Kückelheim, Landemert, Leinschede, Lettmecke, Mühlhoff, Oesterau, Osterloh, Pasel, Siesel, Soen, Sonneborn und Wiesenthal sowie eine größere Zahl von Einzelgehöften. Die Stadt Plettenberg bildete eine Enklave im Zentrum des Gemeindegebiets.

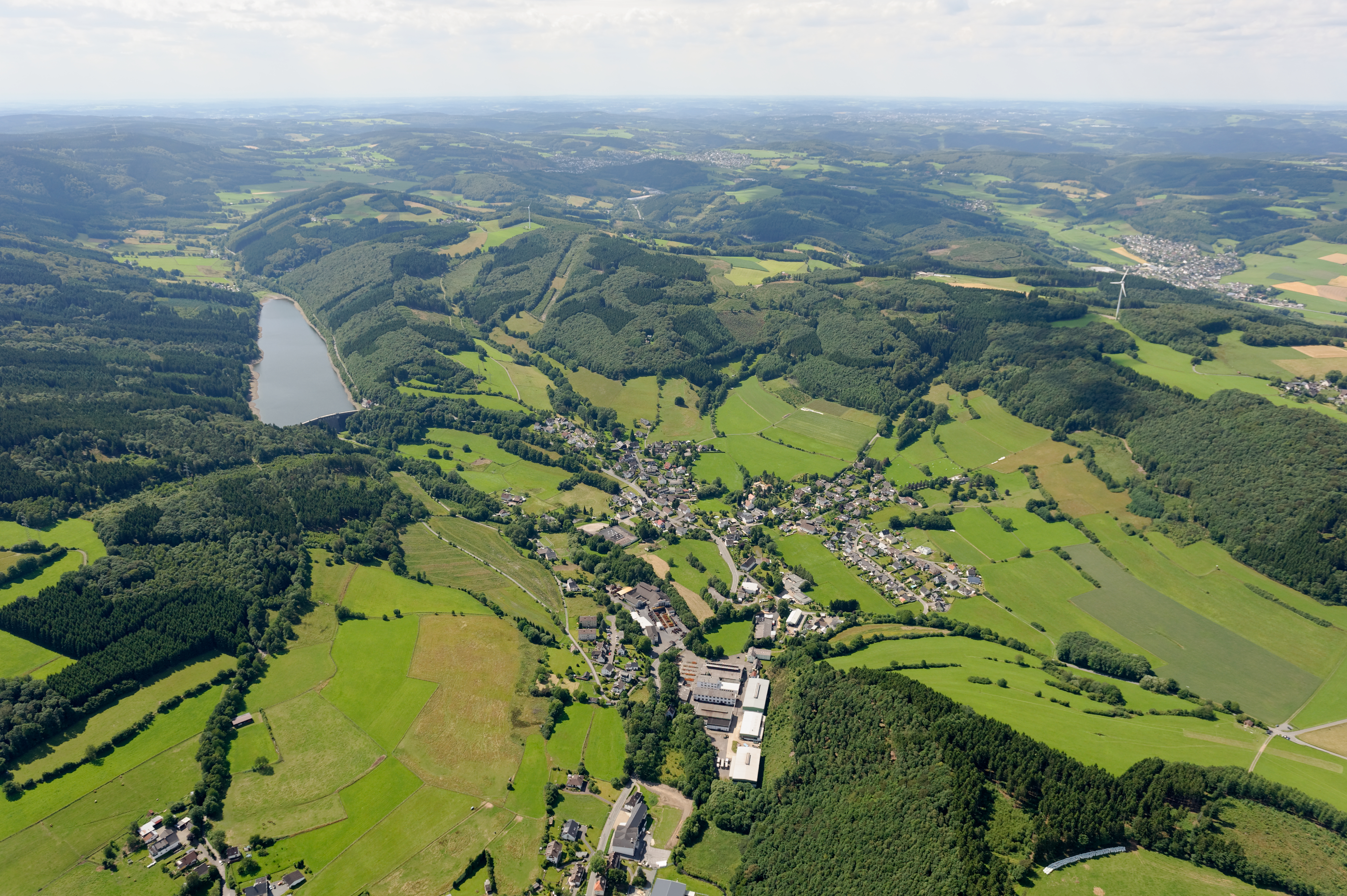
Die Ortschaft Himmelmert und die Oestertalsperre

## Geschichte
Die Trennung zwischen der Stadt Plettenberg und den umliegenden Orten bestand bereits in der Grafschaft Mark, als das Gebiet der späteren Landgemeinde als Kirchspiel Plettenberg bezeichnet wurde.
Die Gemeinde setzte sich aus bäuerlichen Orten zusammen, die zwar nach Plettenberg eingepfarrt waren, aber nicht direkt mit der Stadt verbunden waren und keinen städtischen Charakter besaßen. Mit der Einführung der Westfälischen Landgemeindeordnung bildete die Landgemeinde Plettenberg gleichzeitig auch ein Amt des Kreises Altena. 1890 wurde die Gemeinde Ohle aus dem Amt Neuenrade in das Amt Plettenberg umgegliedert. 
1907 wurde die Oestertalsperre im Südwesten der Gemeinde in Betrieb genommen. Am 1. April 1941 wurde die Gemeinde zusammen mit der Gemeinde Ohle in die Stadt Plettenberg eingegliedert. Ihr ehemaliges Gebiet findet sich heute in den drei Gemarkungen Dankelmert, Eiringhausen und Holthausen wieder.

## Einwohnerentwicklung
| Jahr | Einwohner | Quelle |
| ---- | --------- | ------ |
| 1832 | 2113      | [ 3 ]  |
| 1871 | 2910      | [ 4 ]  |
| 1885 | 3735      | [ 5 ]  |
| 1895 | 4331      | [ 6 ]  |
| 1910 | 6011      | [ 7 ]  |
| 1933 | 7431      | [ 8 ]  |
| 1939 | 8319      | [ 8 ]  |

## Baudenkmäler
Auf dem ehemaligen Gemeindegebiet stehen heute der Bärenberger Stollen, der Sieseler Tunnel, die Lennebrücke Siesel, die Burgruine Schwarzenberg, die Ruine Bomgaden sowie mehrere Gebäude in Eiringhausen
unter Denkmalschutz.